# Londenbrug
De Londenbrug is een brug in het Antwerpse havengebied op de rechteroever van de Schelde. De brug ligt over het noordelijke hoofd van het Verbindingsdok, dat het Kattendijkdok met het Willemdok verbindt. Ze wordt elektrisch aangedreven.
De Londenbrug is een ophaalbrug van het Hollandse type. Ze verbindt de brede Amsterdamstraat, vanaf de Rijnkaai, naar de Londenstraat.   De doorvaartbreedte bedraagt 17,7 meter.
Het VHF-werkkanaal is 69, het VHF-contactkanaal is 69 (Stadshaven).
In 1997 werd aan de onderzijde van de brug een kunstwerk van de Antwerpse kunstenares Nancy Van Meer bevestigd in het kader van de tentoonstelling Bridge Art tijdens het Portival-festival in de Haven van Antwerpen. Ook 5 andere bruggen in de oude haven werden op deze manier "aangekleed". De kunstwerken waren enkel zichtbaar als de bruggen geopend werden voor het scheepvaartverkeer.
De brug is in haar bestaan al tweemaal volledig vervangen. De eerste Londenbrug was gelijkaardig aan de Nassaubrug, maar dan met een treinspoor. Deze brug werd gebouwd in 1913 en werd in 1978 gesloopt en vervangen door een nieuwe brug, die gebouwd werd door de Boomse Metaalwerken.
Van de zomer van 2016 tot eind 2017 werd de Londenbrug een tweede maal vervangen. De brug werd volledig gesloopt en werd vervangen door een brug met 2 X 1 rijstrook en een tramlijn met twee sporen. Voor en achter de brug werd 50 meter weg heraangelegd om aan te sluiten op het wegprofiel. De insprongen ter hoogte van de brughoofden werden behouden omdat ze kenmerkend zijn voor de kaden.
Voor fietsers en voetgangers lag er tijdens de werken aan het andere uiteinde van het Verbindingsdok een tijdelijke brug. Deze was gelijkaardig aan een vlotbrug, maar de toegangen lagen parallel aan het brugdek dat op de kade rijdt om te openen.
Albertbrug · Asiabrug · Berendrechtbrug · Boudewijnbrug · Droogdokbrug · Farnesebrug · Frederik Hendrikbrug · Kattendijkbrug · Kempischebrug · Kruisschansbrug · Lefèbvrebrug · Lillobrug · Londenbrug · Luikbrug · Meestoofbrug · Melselebrug · Mexicobrug · Nassaubrug · Noorderlaanbrug · Noordkasteelbrug · Noordlandbrug · Oosterweelbrug · Oudendijkbrug · Petroleumbrug · Royersbrug · Siberiabrug · Straatsburgbrug · Van Cauwelaertbrug · Willembrug · Wilmarsdonkbrug · Zandvlietbrug · Ophaalbrug Merksem Groot Dok · Ophaalbrug Merksem Klein Dok